# 維策河 (阿勒爾河支流)
52°39′53.67″N 9°48′21.57″E / 52.6649083°N 9.8059917°E

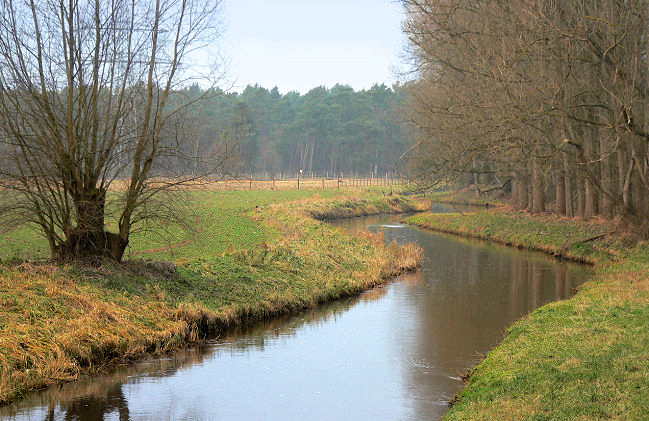

維策河（德語：Wietze），是德國的河流，位於該國西北部，由下薩克森州負責管轄，屬於阿勒爾河的左支流，河道全長33公里，流域面積515平方公里，發源自伊森哈根，河口處在維策西北面。